# The Wanderer (poème)

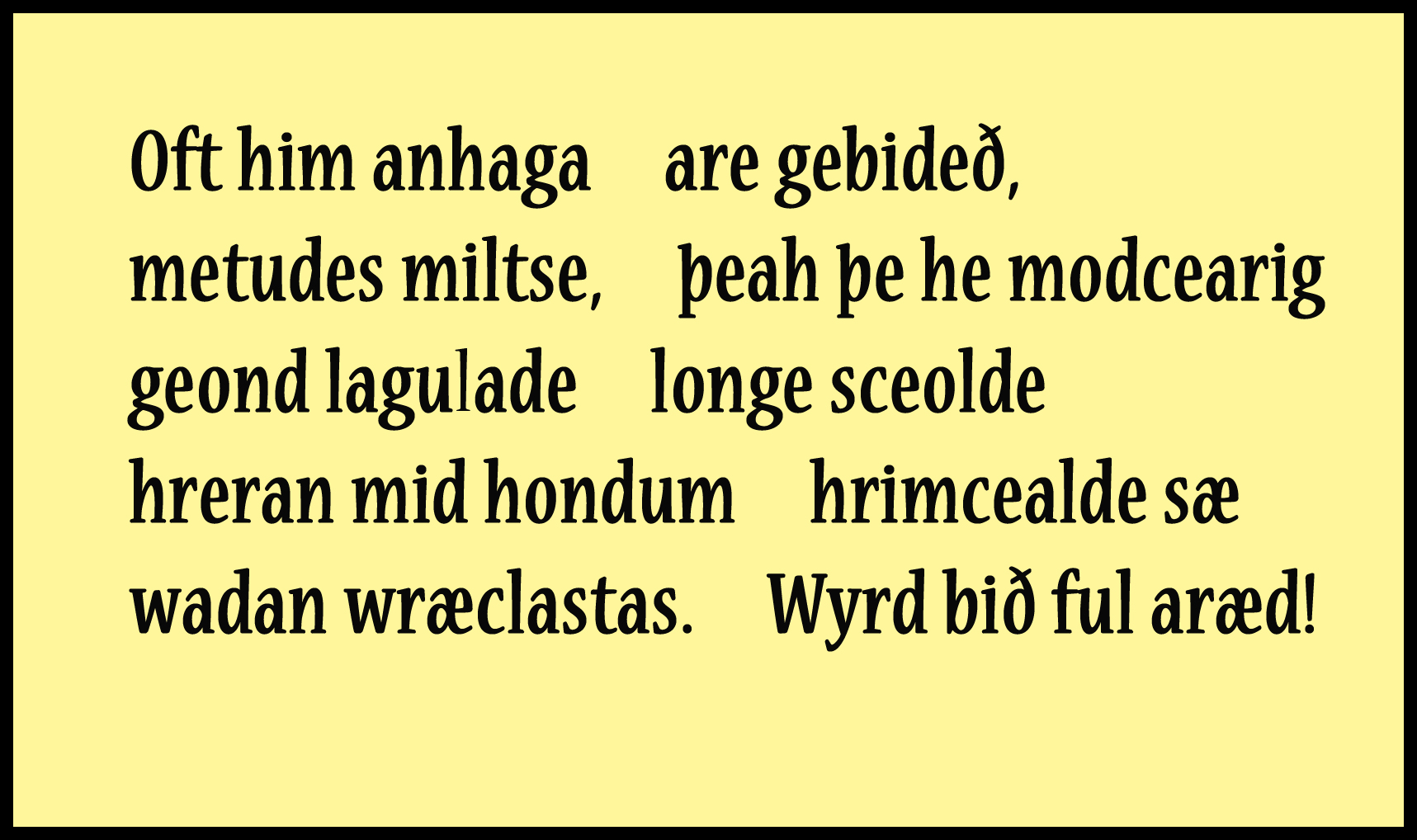
Les premières lignes du poème "The Wanderer"

Pour les articles homonymes, voir Wanderer.

The Wanderer (en français « L’Errant », « Le Vagabond ») est un poème anglo-saxon qui apparaît dans le livre d'Exeter, seul exemplaire d’époque de ce texte (Xe siècle). Si la date exacte de sa composition est inconnue, on estime généralement qu’elle précède d’au moins un siècle son écriture. Son auteur est lui aussi inconnu. De nombreux débats ont eu lieu sur son sens exact et son origine, sans jamais apporter de réponse définitive.

## Contenu
The Wanderer a pour thèmes principaux la douleur de la solitude et la souffrance de la perte des êtres chers. C’est le récit d’un jeune homme dont les amis et le seigneur ont été tués dans une bataille, le condamnant ainsi à des années d’exil loin de son foyer.
On peut trouver dans ce poème quelques réflexions induites par ces années de solitude : la sagesse de l'homme (vers 65 à 72), la foi en Dieu, la quête de la gloire.
Le texte est d’une grande qualité stylistique. Citons notamment l’usage répété de la formule « Hwær cwom » (cf ubi sunt) et l’allitération suivante (vers 52-53) :

« greteð gliwstafum, georne geondsceawað
secga geseldan; »

## Extrait
| Original | Traduction anglaise | Traduction française |
| --- | --- | --- |
| Ongietan sceal gleaw hæle hu gæstlic bið, þonne ealre þisse worulde wela weste stondeð, swa nu missenlice geond þisne middangeard weallas stondaþ, winde biwaune hrime bihrorene, hryðge þa ederas. Woriað þa winsalo, waldend licgað dreame bidrorene, duguþ eal gecrong, wlonc bi wealle. | A wise hero must realize how terrible it will be, when all the wealth of this world lies waste, as now in various places throughout this middle-earth walls stand, blown by the wind, covered with frost, storm-swept the buildings. The halls decay, their lords lie deprived of joy, the whole troop has fallen, the proud ones, by the wall. | Un héros sage doit comprendre à quel point sera effroyable l’instant où toutes les richesses de ce monde se perdront comme à présent en plusieurs lieux sur cette terre du milieu où les murs érigés sont soufflés par le vent, couverts de glace, où les bâtisses sont balayées par les tempêtes. Les manoirs tombent en ruines, leurs seigneurs gisent privés de joie, l’armée entière est tombée, fièrement, près du mur. |

## Reprises modernes

### J. R. R. Tolkien
Dans Les Deux Tours, J. R. R. Tolkien fait chanter à Aragorn une chanson inspirée d'un passage du Wanderer. Dans l’adaptation cinématographique de Peter Jackson, elle est reprise sous forme de poème par Théoden. Elle débute ainsi :

« Where now the horse and the rider? Where is the horn that was blowing?
Where is the helm and the hauberk, and the bright hair flowing... »

« Où sont cheval et cavalier ? Où est le cor qu'on sonnait hier ?
Où sont le heaume et le haubert, et les traînées de cheveux clairs ? »

Or, au vers 92 de The Wanderer se trouve le passage suivant :

« Hwær cwom mearg? Hwær cwom mago?
Hwær cwom maþþumgyfa?
Hwær cwom symbla gesetu?
Hwær sindon seledreamas? »

« Où est le cheval ? Où est le guerrier ?
Où est le donneur de trésor ?
Où sont les sièges de la fête ?
Où sont les divertissements du château ? »

Il est à noter que ce type d'anaphore est un topos de la littérature médiévale en langues latine ou vernaculaires. On le désigne ainsi parfois par le terme latin Ubi sunt ("où sont").
Tolkien indique également dans une lettre à W. H. Auden que le nom des Ents provient du vers 87 du Wanderer : « eald enta geweorc », soit « les anciennes créations des géants ».

### W. H. Auden
W. H. Auden écrit en 1930 un poème nommé The Wanderer, composé de deux strophes suivant le même ordre thématique que le poème vieil-anglais : 
- l'exil : alors que le "vagabond" du poème original est exilé sur la mer, le "vagabond" d'Auden est comparé à un oiseau seul sur la lande.
- le rêve : le "vagabond" du poème original rêve de son seigneur, d'une communauté accueillante, le "vagabond" d'Auden rêve d'intimité avec sa femme, rêve se transformant en cauchemar à l'idée d'être trompé.
- les implications philosophiques : dans les deux textes, on peut ressentir une crainte de la mort, et du passage du temps.

W. H. Auden aborde les mêmes thèmes, et utilise des techniques similaires (tels que des kennings), bien qu'il ait donné une tournure existentialiste à son poème, celui-ci s'achève sur une lueur d'espoir, tout comme le poème d'origine.

### Wilhelm Müller
Il est possible que Wilhelm Müller dans ses Winterreise fasse parler le Wanderer. Dans Der Wegweiser (Le Panneau indicateur) le "Wanderer" chante 

« und ich wandere ohne Maße ohne Ruh und suche Ruh »

Il relate qu'il traverse paysages désolés et falaises escarpées pour finir par aller par un chemin caché où personne n'est encore allé et dont il ne reviendra pas.
Le Winterreise a été mis en musique par Franz Schubert.